# Perdiu boscana de Taiwan
La perdiu boscana de Taiwan(Arborophila crudigularis) és una espècie d'ocell de la família dels fasiànids (Phasianidae) que habita la selva de les muntanyes de Taiwan.